# Mychajło Hładij
Mychajło Wasylowycz Hładij, ukr. Михайло Васильович Гладій (ur. 6 listopada 1952 w Strzałkowie) – ukraiński polityk, lekarz weterynarii i ekonomista, przewodniczący Agrarnej Partii Ukrainy, wicepremier i minister, dwukrotnie przewodniczący Lwowskiej Obwodowej Administracji Państwowej, deputowany do Rady Najwyższej IV i V kadencji.

## Życiorys
Ukończył w 1975 Omski Instytut Weterynaryjny. Uzyskał następnie stopień kandydata nauk ekonomicznych w jednym instytutów Narodowej Akademii Nauk Ukrainy, a w 1998 obronił doktorat w instytucie ekonomii rolnictwa Narodowej Akademii Nauk Agrarnych Ukrainy.
Od 1975 pracował jako rejonowy lekarz weterynarii, później obejmował kierownicze stanowiska w spółdzielniach rolniczych, był m.in. dyrektorem kombinatu rejonu stryjskiego. W latach 1990–1991 kierował rejonowym komitetem wykonawczym, następnie przez rok pełnił funkcję wiceprzewodniczącego. Od 1992 do 1994 był zastępcą gubernatora obwodu lwowskiego, a w latach 1994–1995 zastępcą i pierwszym zastępcą przewodniczącego lwowskiej rady obwodowej. W 1995 powrócił na stanowisko wicegubernatora. Od 1996 do 1997 kierował wydziałem rolnictwa i żywności gabinetu ministrów.
W lutym 1997 objął stanowisko gubernatora obwodu lwowskiego, zajmując je do stycznia 1999. W tym samym roku został wybrany na przewodniczącego Agrarnej Partii Ukrainy. Pełnił tę funkcję do 2003 (zastąpił Wołodymyr Łytwyn), po czym został wiceprzewodniczącym partii. Od stycznia 1999 do stycznia 2000 był ministrem rolnictwa, od stycznia 1999 do marca 2001 zajmował stanowisko wicepremiera, następnie do kwietnia 2002 ponownie kierował Lwowską Obwodową Administracją Państwową.
W 2002 uzyskał mandat posła do Rady Najwyższej IV kadencji z ramienia koalicji Za Jedyną Ukrainę, kierował frakcją swojego ugrupowania. W 2005 opuścił agrarystów, przechodząc do Batkiwszczyny. Rok później z listy Bloku Julii Tymoszenko po raz drugi został wybrany do parlamentu. Po zakończeniu kadencji w 2007 wycofał się z aktywności politycznej, został akademikiem Narodowej Akademii Nauk Agrarnych Ukrainy i członkiem jej prezydium.

## Odznaczenia
- Krzyż Komandorski Orderu Świętego Grzegorza Wielkiego (Watykan, 2001)[2]